# Anthony Stokes
Anthony Stokes (Dublino, 25 luglio 1988) è un ex calciatore irlandese, di ruolo attaccante.

## Carriera

### Club
Prodotto delle giovanili dell'Arsenal, nel 2006 i Gunners lo cedono in prestito al Falkirk, nella SPL: Stokes realizza 14 reti in 16 incontri di campionato, alla media di 0,88 gol a partita. Le prestazioni dell'irlandese attirano le attenzioni del Sunderland, che ne rileva il cartellino dai londinesi in cambio di una cifra di circa € 3 milioni. Le prestazioni di Stokes prima in Championship poi in Premier sono deludenti, l'attaccante realizza 5 reti in 38 partite tra campionati e coppe: il suo primo gol in Premier è datato primo dicembre 2007, realizzato al 90' contro il Derby County (1-0) dopo esser entrato al 78' al posto di Carlos Edwards, rete decisiva per le sorti del Sunderland nel torneo inglese, il club infatti a fine stagione si salverà per soli tre punti. Stokes è quindi ceduto in prestito nella seconda divisione inglese, prima a Sheffield poi a Londra. L'irlandese però non riesce a ingranare e il 22 agosto 2009 decide di tornare in Scozia: l'Hibernian lo acquista per € 575.000. Alla sua prima stagione sigla 21 gol in 37 giornate di campionato, firmando doppiette contro St. Johnstone (3-0), Motherwell (2-0), Aberdeen (0-2), Hamilton Academical (5-1) e nel rocambolesco 6-6 contro il Motherwell, sfida durante la quale mette a segno le reti del parziale 2-5 e 2-6. Nella stagione seguente passa al Celtic per € 1,5 milioni: segna più di 60 gol nelle sei stagioni seguenti, andando a segno con una tripletta contro Aberdeen (9-0, due su rigore), Peterhead (1-3), St. Johnstone (6-0) e Inverness (3-0). Nella sessione invernale del calciomercato 2016 fa ritorno al suo ex club Hibernian.

### Nazionale
Ha giocato nella nazionale irlandese Under-21.
Tra il 2007 ed il 2014 ha giocato complessivamente 9 partite con la nazionale maggiore irlandese, senza mai segnare.

## Statistiche

### Cronologia presenze e reti in nazionale
| Cronologia completa delle presenze e delle reti in nazionale ― Irlanda | Cronologia completa delle presenze e delle reti in nazionale ― Irlanda | Cronologia completa delle presenze e delle reti in nazionale ― Irlanda | Cronologia completa delle presenze e delle reti in nazionale ― Irlanda | Cronologia completa delle presenze e delle reti in nazionale ― Irlanda | Cronologia completa delle presenze e delle reti in nazionale ― Irlanda | Cronologia completa delle presenze e delle reti in nazionale ― Irlanda | Cronologia completa delle presenze e delle reti in nazionale ― Irlanda |
| Data                                                                   | Città                                                                  | In casa                                                                | Risultato                                                              | Ospiti                                                                 | Competizione                                                           | Reti                                                                   | Note                                                                   |
| ---------------------------------------------------------------------- | ---------------------------------------------------------------------- | ---------------------------------------------------------------------- | ---------------------------------------------------------------------- | ---------------------------------------------------------------------- | ---------------------------------------------------------------------- | ---------------------------------------------------------------------- | ---------------------------------------------------------------------- |
| 7-2-2007                                                               | Serravalle                                                             | San Marino                                                             | 1 – 2                                                                  | Irlanda                                                                | Qual. Euro 2008                                                        | -                                                                      | 80’                                                                    |
| 23-5-2007                                                              | East Rutherford                                                        | Ecuador                                                                | 1 – 1                                                                  | Irlanda                                                                | Amichevole                                                             | -                                                                      | 69’                                                                    |
| 26-5-2007                                                              | Foxborough                                                             | Bolivia                                                                | 1 – 1                                                                  | Irlanda                                                                | Amichevole                                                             | -                                                                      |                                                                        |
| 29-3-2011                                                              | Dublino                                                                | Irlanda                                                                | 2 – 3                                                                  | Uruguay                                                                | Amichevole                                                             | -                                                                      | 85’                                                                    |
| 11-10-2013                                                             | Colonia                                                                | Germania                                                               | 3 – 0                                                                  | Irlanda                                                                | Qual. Mondiali 2014                                                    | -                                                                      |                                                                        |
| 15-10-2013                                                             | Dublino                                                                | Irlanda                                                                | 3 – 1                                                                  | Kazakistan                                                             | Qual. Mondiali 2014                                                    | -                                                                      | 87’                                                                    |
| 15-11-2013                                                             | Dublino                                                                | Irlanda                                                                | 3 – 0                                                                  | Lettonia                                                               | Amichevole                                                             | -                                                                      | 81’                                                                    |
| 19-11-2013                                                             | Poznań                                                                 | Polonia                                                                | 0 – 0                                                                  | Irlanda                                                                | Amichevole                                                             | -                                                                      | 68’                                                                    |
| 18-11-2014                                                             | Dublino                                                                | Irlanda                                                                | 4 – 1                                                                  | Stati Uniti                                                            | Amichevole                                                             | -                                                                      | 59’                                                                    |
| Totale                                                                 |                                                                        | Presenze                                                               | 9                                                                      |                                                                        | Reti                                                                   | 0                                                                      |                                                                        |

## Palmarès

### Club

#### Competizioni nazionali
- Campionato scozzese: 4

Celtic: 2011-2012, 2012-2013, 2013-2014, 2014-2015
- Coppa di Scozia: 3

Celtic: 2010-2011, 2012-2013
Hibernian: 2015-2016
- Coppa di Lega scozzese: 1

Celtic: 2014-2015

### Individuale
- Capocannoniere della Scottish League Cup: 1

2010-2011 (5 reti)